# Kaa
För andra betydelser, se KAA.

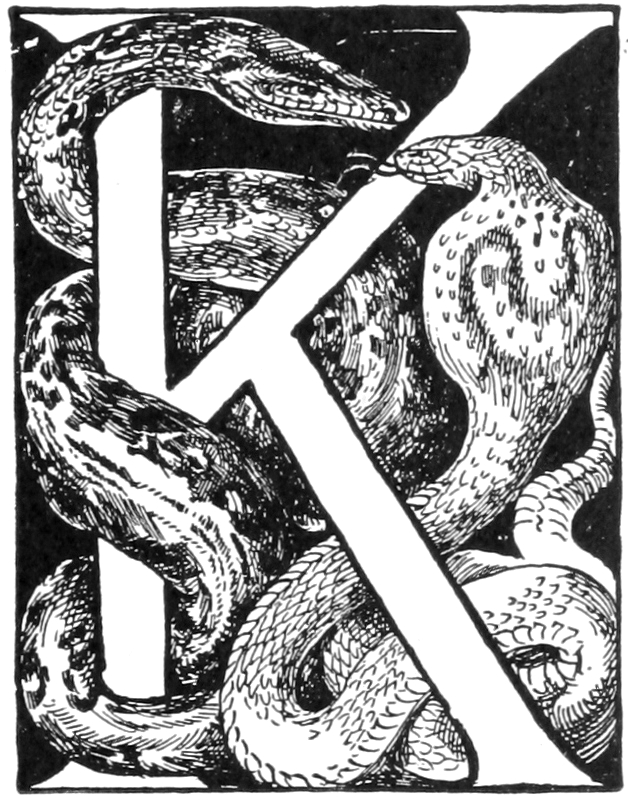
Kaa (ormen till vänster), som han illustreras i en utgåva av Djungelboken, 1895.

Kaa är en fiktiv nätpyton i Rudyard Kiplings böcker om Mowgli, bland annat novellsamlingen Djungelboken. Kaa förekommer även i flera filmer som bygger på Kiplings böcker. Kaa finns även med i Disneyfilmen Djungelboken från 1967 som är baserad på Rudyard Kiplings böcker om Mowgli.

## Beskrivning
Kaa är enligt Kipling en drygt nio meter lång pytonorm. I boken är han en av Mowglis vänner och räddar Mowgli från en flock med apor som har kidnappat honom och slängt ner honom i en håla fylld med kobror. I Disneyfilmen är han en av Mowglis fiender och vill äta upp Mowgli. I boken hypnotiserar Kaa genom att dansa, men i filmen med hjälp av sina ögon.
I vissa filmatiseringar av Djungelboken porträtteras Kaa felaktigt som en boaorm eller en anakonda. Anakondor är dock inte inhemska i Indien och finns endast i vilt tillstånd i Sydamerika.

## Filmröst
I Disneyfilmen gör Sterling Holloway Kaas röst i den engelska originalversionen och Hans Lindgren i den svenska dubbningen.
I Djungelboken 2 är det Jim Cummings som gör Kaas originalröst och Guy de la Berg i svensk dubbning.